# Jan Vilém Helfer

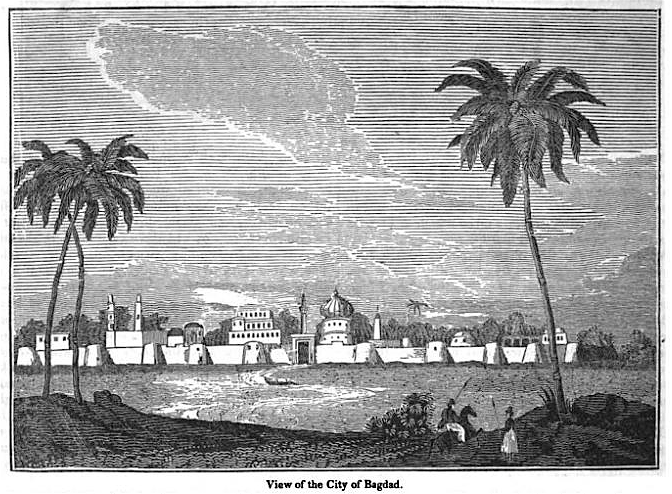
Bagdad, 1834

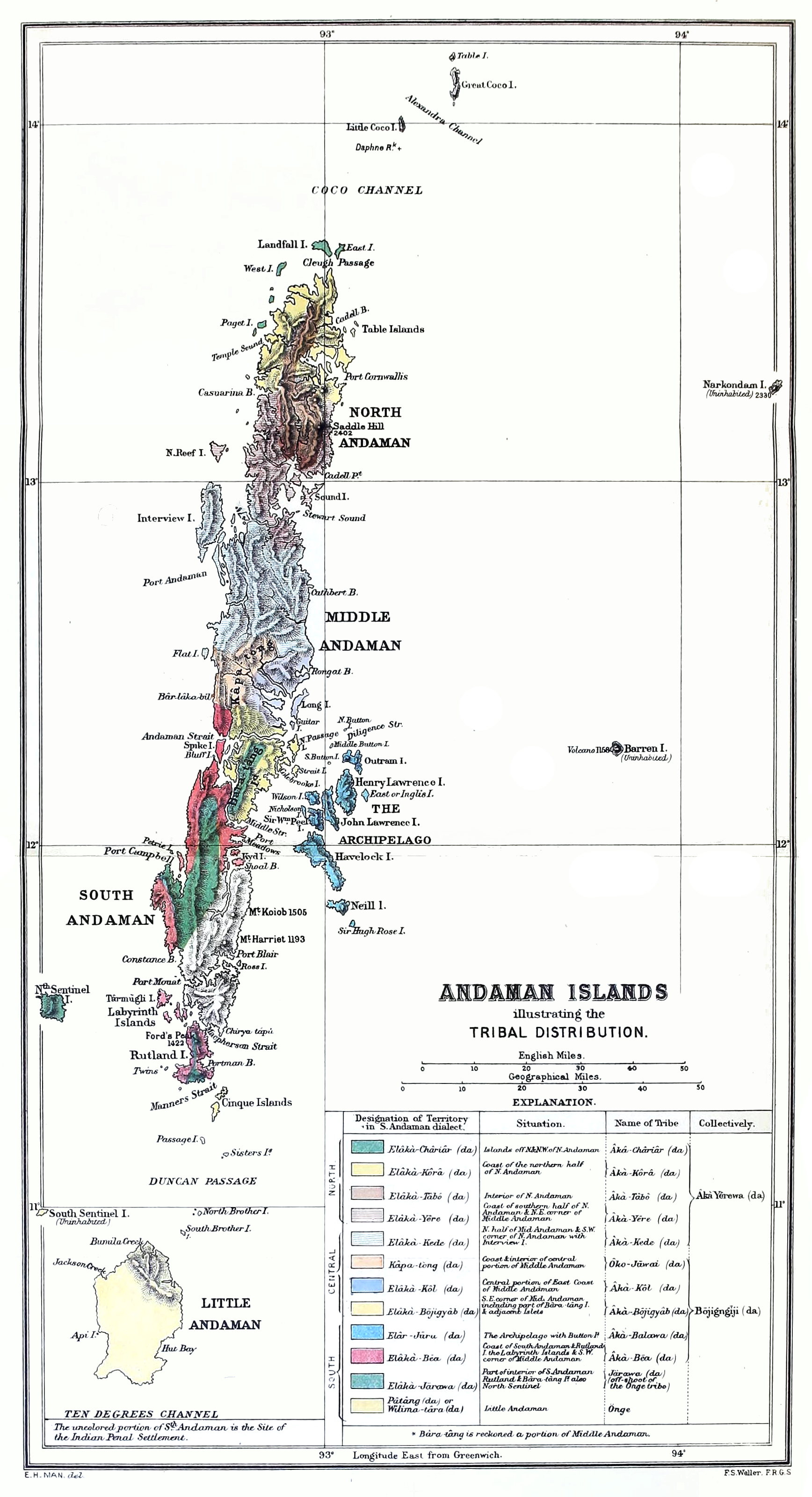
Andamananské ostrovy, etnologická mapa 1885

Jan Vilém Helfer, (křtěný Johann Bapt. Anton Karl; v německých textech Johann Wilhelm Helfer nebo Helfert; 5. února 1810 Praha – 22. ledna 1840 Andamany) byl lékař, přírodovědec a cestovatel, původem z Prahy.

## Život
Základní biografické údaje vycházejí z publikace Johann Wilhelm Helfer’s Reisen in Vorderasien und Indien, doplněné a redigované manželkou Pavlínou. Pokud jsou čerpány z jiných zdrojů, jsou tyto zdroje uvedeny. Některé sekundární zdroje citují s nepřesnostmi v datech nebo omyly.

### Mládí a studia
Podle Josefa Kořenského se Jan Vilém Helfer narodil v domě stojícím vedle dnešního Platýzu (čp. 417/I, Martinská 6, Staré Město), v zámožné pražské rodině. Otec Josef byl majitelem domu a matka Franziska Helferová (1786–1860) se jako vdova od roku 1830 uvádí v seznamu pražských domovských příslušníků jako majitelka jiného domu, čp. 641/I v Ungeltu. Jan Helfer byl pokřtěn v kostele Nejsvětější Trojice ve Spálené ulici, protože tam byla přemístěna fara ze zrušeného kostela sv. Martina ve zdi, kam rodina farním obvodem příslušela. Jan byl nejstarší ze čtyř sourozenců.
Datum narození a úmrtí otce prozatím nezjištěno a ani životopisná publikace se o rodičích nezmiňuje. Dne 22. 9. 1808 se třicetilý obchodník Josef Helfert z č. 404 na Starém Městě oženil s pětadvacetiletou Franziskou Richterovou. Lze předpokládat, že se jednalo o sňatek rodičů. V roce 1834 se Helfer stal poručníkem svých mladších sourozenců. Stalo se tak nepochybně poté, co jeho otec zemřel.
Od mládí Jana Helfera zajímala entomologie, přesto však úspěšně vystudoval medicínu. Tu studoval nejprve v Praze. Při prázdninové cestě do Hamburku se seznámil s baronkou Pavlínou (německy Pauline) de Grange, svou pozdější manželkou. Ve studiích pokračoval ve Vídni a Pavii; doktorát medicíny a chirurgie získal v Pavii v listopadu 1832. Z existenčních důvodů doprovázel roku 1833 bohatou anglickou rodinu po Itálii a na Maltu. Sám pak pokračoval v cestě návštěvou Sicílie a severní Afriky. Při zpáteční cestě Francií svou budoucí manželku navštívil v Dieppe. Protože obdržel zprávu o tom, že se stane poručníkem sourozenců, musel se vrátit do Prahy a o ruku ji požádal písemně po návratu do Čech.

### Manželství a cesta do Iráku

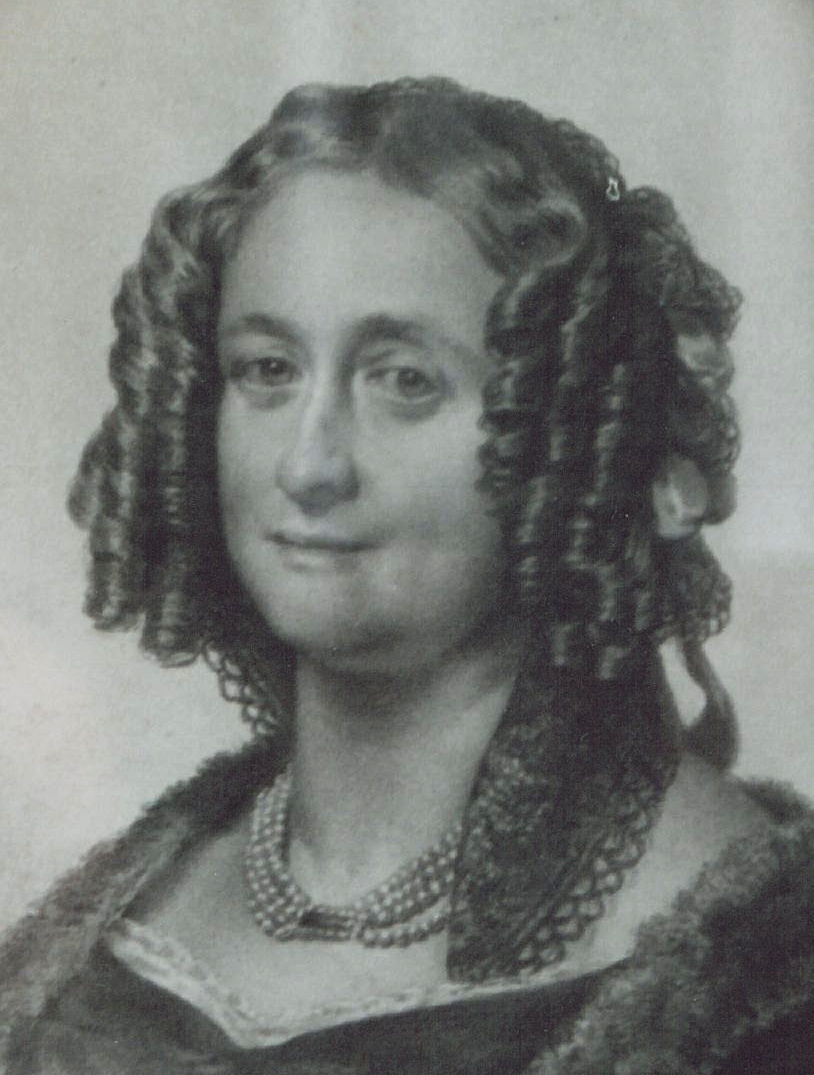
Pauline Helferová, rozená des Granges, později hraběnka Nostitzová (1802–1881)

Dne 20. června 1834 se v Drážďanech s Pavlínou des Granges oženil. Manželé se usadili v Praze, kde Jan Helfer počal vykonávat lékařskou praxi, toužil však po cestování. Dne 17. dubna 1835 opustili novomanželé Prahu a vydali se na cesty. Cestovali přes Vídeň do Terstu a odtud lodí do Smyrny, kam dorazili v červnu 1835; zde Helfer působil jako lékař.
Dva muži, kteří se vydávali za afghánské prince, ale později se projevili jako podvodníci, nabídli manželům Helferovým spolucestu lodí do Bejrútu a ti Smyrnu opustili 29. srpna 1835. Z Bejrútu pokračovali manželé Helferovi do Sýrie – Latákie a Aleppa.
Při cestě do Iráku z Aleppa do Bireciku na Eufratu cestovali s britským plukovníkem Francisem Rawdonem Chesneyem (1789–1872), který zde řešil zajištění paroplavby po Eufratu a tím spojení s Perským zálivem a Indií. Dr. Helfer se jako lékař stal vítanou posilou anglického tábora, kde byly montovány parníky Eufrat a Tigris. Po ukončení montáže pozval plukovník Chesney manžele Helferovy, aby se zúčastnili plavby po Eufratu. Parníky vypluly 18. března 1836 a po problémech a ztroskotání jedné z lodí dorazili 18. června do Basry.

### Pobyt v Indii a Barmě
Dr. Helfer zamýšlel otevřít si lékařskou praxi v íránském Búšehru (anglicky Bushire). Jeho ženu zde však opakovaně napadli místní šíitové, a proto manželé Persii opustili. Přesídlili do indické Kalkaty. Doporučení plukovníka Chesneyho pomohlo v Kalkatě Helferovi k přijetí za úředníka Východindické společnosti; ta ho pověřila průzkumem oblasti Tenaserim v Barmě; tam odplul 21. ledna 1837 a usadil se v Mawlamyine (tehdy Moulmein). V Barmě se mu podařilo najít ložiska železné rudy, cínu a kamenného uhlí.
Manželé Helferovi od roku 1838 žili v Mergui (dnes Myeik), kde založili kokosové a kávovníkové plantáže. I zde pokračoval Helfer v průzkumných cestách a sbírání brouků.

### Smrt Jana Viléma Helfera na Andamanských ostrovech
Dr. Helfer se rozhodl prozkoumat Andamanské ostrovy, kde jeho výprava zakotvila v lednu 1840. Při návštěvě jednoho z ostrovů vystoupili členové výpravy na břeh beze zbraní, aby nevzbudili pocit nedůvěry. Napadli je však domorodci ozbrojení kopími, luky a šípy. Výprava se zachránila plaváním k lodi, pouze Helfera zasáhl otrávený šíp a jeho tělo se nikdy nenašlo. Jeho podoba se též nezachovala.

## Manželka Pauline
Baronka Mathilde Pauline des Granges (někdy uváděno de Grange) se narodila 31. května 1802 na zámku Zinnitz ve Spreewaldu. Byla dcerou statkáře Carla Ludwiga Philippa des Granges a jeho manželky Sophie Juliany Wilhelminy rozené von Bülow. Její předkové pocházeli ze Švýcarska a usídlili se v Lužici na zámku Zinnitz. Po sňatku doprovázela manžela na všech jeho cestách. Po smrti J. V. Helfera se neúspěšně pokoušela zachovat plantáže v Mergui. Protože sňatkem získala měšťanské právo v Praze, navrátila se do Čech. Při předávání sbírek zesnulého manžela Českému muzeu se seznámila s tehdejším členem Společnosti Vlasteneckého muzea v Praze a jeho mecenášem, hrabětem Josefem Ditmarem (Děpoltem) Nosticem-Rieneckem (2. 5. 1794 – 15. 12. 1871). Za něj se 6. července 1844 v Drážďanech provdala. Manželé Nosticovi žili na svém panství Schöndorf (dnes Frumuseni, Rumunsko), v tehdy maďarském Banátu. Podruhé ovdověla v roce 1871.
Od roku 1879 žila Pauline Nosticová ve své vile v Tyrolsku u Merana, kde zemřela 9. 7. 1881.

## Dílo

### Písemná pozůstalost
Manželka Pauline, která redigovala vydání níže uvedené knihy, uvedla v předmluvě k anglickému vydání, že většina písemné pozůstalosti Jana Helfera byla zničena při ztroskotání parníku Tigris 21. 5. 1836 nebo ztracena při dopravě pozůstalosti z Indie. Popis cest vyšel proto (včetně citací z Helferových deníků) v její redakci a s jejími doplňky, nejprve německy a následně anglicky:
- Johann Wilhelm Helfer’s Reisen in Vorderasien und Indien (německy, Cesty Jana Viléma Helfera do Přední Asie a Indie, editorka Paulina Nostitzová, 2 svazky, vydal J. M. Brockhaus Lipsko, 1873, nově vydáno Berlín, Trafo, 2004)
- Travels of Doctor and Madame Helfer in Syria, Mesopotamia, Burmah and other lands (anglicky, Cesty doktora Helfera a paní Helferové…, Londýn, 1878)[2][4]

### Odkaz českému muzeu
Jak uvádí Časopis českého muzea, odkázal Jan Helfer ve své poslední vůli této instituci své sbírky již před odjezdem do Indie, roku 1835. Jen pražská sbírka představovala asi pět a půl tisíce druhů hmyzu. Sbírky se pak rozmnožily o exempláře získané pobytem na Středním východě a v Indii, které Muzeu předala Helferova manželka Pauline. Dlouho však sbírky ležely nezpracovány, ještě v roce 1872 si na to Jan Palacký stěžoval v monografii Asie. Helferovy entomologické sbírky z Barmy jsou dodnes součástí sbírek entomologického oddělení Národního muzea.